# مدرسة جمال جميل (صنعاء)
مدرسة جمال جميل هي مدرسة حكومية تقع في حي التحرير جوار ميدان التحرير وسط العاصمة صنعاء  وسميت بهذا الأسم نسبة للضابط العراقي جمال جميل الذي شارك في ثورة الدستور اليمنية عام 1948 والذي أعدم في ساحة ميدان التحرير .

## وصلات خارجية
1. ↑  خرائط جوجل – مدرسة جمال جميل (صنعاء) (Map). رسم الخرائط من شركة جوجل. اطلع عليه بتاريخ 2013-06-23. {{استشهاد بخريطة}}: الوسيط غير المعروف |publisher-link= تم تجاهله (مساعدة)
2. ↑  تكريم المعلمات والطالبات المتفوقات بمدرسة جمال جميل بأمانة العاصمة 10/أبريل/2013 صنعاء – سبأ نت "نسخة مؤرشفة". مؤرشف من الأصل في 2017-09-13. اطلع عليه بتاريخ 2013-06-23.{{استشهاد ويب}}:  صيانة الاستشهاد: BOT: original URL status unknown (link)